# آتشفشان بوگاتیر
آتشفشان بوگاتیر (انگلیسی: Bogatyr Ridge) یک کوه آتشفشانی در جزایر کوریل کشور روسیه است.